# Spionage in de ruimte
Spionage in de ruimte (Engelse titel: The Currents of Space) is een sciencefictionroman uit 1952 van de Amerikaanse schrijver Isaac Asimov. De roman maakt samen met Een oceaan van sterren en Tussen twee voetstappen deel uit van de Galactisch Imperium-reeks. Het verhaal speelt zich af in de nadagen van Trantor’s groei naar een Galactisch Imperium.
The Currents of Space verscheen oorspronkelijk als driedelige reeks in het magazine Astounding Science Fiction van oktober tot december 1952.
De Nederlandse vertaling werd in februari 1965 uitgegeven door Uitgeverij Het Spectrum in hun Prisma Pockets-reeks (Prisma 1046) tegen een tegen een prijs van 1,50 gulden. Het origineel werd in 1954 al door het Algemeen Handelsblad gerecenseerd als “pittiger en scherpzinniger dan het merendeel der detectiveromans”. Ten tijde van uitbrengen in Nederland vond men het onderhoudend en spannend. In 1986 vond een herdruk plaats in opdracht van de HEMA.

## Verhaal
Een ruimteonderzoeker die is getroffen door geheugenverlies als gevolg van een psychische sonde denkt nu dat hij Rik heet. Hij is werkzaam voor het democratische galactische rijk rondom Trantor en doet in het geheim onderzoek naar de verhouding tussen de planeten Sark en Florina. De bevolking van Sark bestaat eigenlijk alleen uit superrijken en rijken die haar buurplaneet Florina en haar bevolking exploiteert. Op die planeet groeit het kyrt (veelzijdige en fluorescerende vezels) welig. Door een teelprogramma is die bevolking nagenoeg slaafs gemaakt, slechts een enkeling krijgt toestemming om met Sarkieten te spreken. 
De vermeende Rik wordt naar Florina gezonden om te herstellen, maar in plaats van in een ziekenhuis komt hij terecht in de slecht georganiseerde verzetsbeweging van Florina, alwaar ook al een geheime gezant van Trantor werkt. Rik werkt als katalysator binnen het verzet. De superrijke Sarkieten (een van hen heeft 30 % van de Kyrthandel in handen) raken in paniek als het door hen ingestelde systeem wankelt. Zij willen alles doen om hun heerschappij te handhaven, maar Rik komt met een onthutsende mededeling. De zon waaromheen Florina draait staat op het punt om een supernova te worden. In dat stadium is zij er zeer waarschijnlijk verantwoordelijk voor dat het kyrt zo goed groeit, maar zal er ook verantwoordelijk voor zijn dat als er niets gedaan wordt, de bevolking van Florina in één klap vernietigd wordt en het kyrt verdwijnt. Trantor stelt voor de planeet aan hen te verkopen, zodat de rijken op Sark nog enige winst maken. Als bekend wordt dat Florina vernietigd wordt, krijgen ze er toch niets meer voor is de redenering. Tegelijkertijd kan Trantor dan beginnen met het evacueren van de bevolking van Florina.